# Orobanche latisquama
Orobanche latisquama é uma espécie de planta com flor pertencente à família Orobanchaceae. 
A autoridade científica da espécie é (F.W.Schultz) Batt., tendo sido publicada em Flore de l'Algérie 1: 659. 1888.

## Portugal
Trata-se de uma espécie presente no território português, nomeadamente em Portugal Continental.
Em termos de naturalidade é nativa da região atrás indicada.

## Protecção
Não se encontra protegida por legislação portuguesa ou da Comunidade Europeia.